# Левашов, Евгений Васильевич
Евгений Васильевич Левашов (21 апреля 1921, Ивановка, Семьянский сельсовет — 19 мая 1979, Москва) — советский морской офицер, участник Великой Отечественной войны, контр-адмирал (1968). Командир Балтийской ВМБ в Калининграде (1970—1973).

## Биография
Родился 21 апреля 1921 в селе Ивановка, Василь-Сурского уезда Нижегородской губернии, ныне городского округа Воротынский Нижегородской области.
С 1 сентября 1939 года служил в РККФ. Курсант Высшего военно-морского инженерно-строительного училища (9.1939-6.1940). Участник Великой Отечественной войны. Оборонял Ленинград в составе 3-го курсантского батальона 1-й морской бригады Ленинградского фронта (6-9.1941). 25.8.1941 ранен в левую ногу с общей контузией при обороне Таллина. Поступил в Каспийское ВВМКУ им. С. М. Кирова, переведён и окончил Высшее военно-морское училище им. М. В. Фрунзе в 1943 году. Окончил 2-месячные Курсы катерников в Баку (3-5.1943). Служил в Волжской военной флотилии. В июне 1943 году назначен помощником капитана по военной части буксирного парохода «Совдеп» Управления «Волготанкер».
Служил на Тихоокеанском флоте. С марта 1944 года командиp БЧ-2 большого охотника за подводными лодками «Телеграфист» ОСРК ТОФ. С июля 1944 года командиp БЧ-2,3 сетевого заградителя «Молога», с декабря командир СКА «МО-1» 5-го дивизиона сторожевых катеров Охраны водного района ГБ ТОФ. В марте 1945 года назначен командиром БЧ-2,3 тралыцика Т-275 16-го ДТЩ 5-го отдельного отряда кораблей ВМФ, в августе — помощником командира «Т-275» 8-го ДТЩ 2-й бригады траления Владивостокского МОР Тихоокеанского флота. С августа 1947 года командир «ТЩ-588» 7-го отдельного дивизиона тральщиков ОВР ТОФ.
После окончания войны слушатель ВСОК подводного плавания и противолодочной обороны УОПП им. С. М. Кирова (1-11.1949), инженер 3-го отделения 44-го отдела Управления № 4 НИИ № 3 ВМС. С отличием окончил ВМА им. К. Е. Ворошилова (12.1950-10.1953), командир эсминца «Бравый» Черноморского флота, командовал 150-й бригадой эскадренных миноносцев, с ноября 1958 года командир 150-й БЭМ. Окончил Военную академию Генерального Штаба ВС СССР им. К. Е. Ворошилова в 1964 году. Контр-адмирал (22.02.1968). Был заместителем начальника штаба Балтийского флота, командиром Балтийской ВМБ (г. Калининград, 1970—1973), начальником Центральной группы госприёмки кораблей ВМФ (г. Москва, 1973—1979).
Вышел в отставку, жил в Москве. Умер 19 мая 1979 года, похоронен на Кунцевском кладбище.

## Награды
- орден Отечественной войны 2-й степени (07.09.1945)[2];
- орден Красной Звезды (05.11.1954);
- орден Красной Звезды (1971);
- орден Трудового Красного Знамени (1977);
- медаль «За боевые заслуги».
- Медаль «За оборону Ленинграда» (1942);
- Медаль «За победу над Германией в Великой Отечественной войне 1941—1945 гг.» (1945);
- Медаль «За победу над Японией» (1945);
- Юбилейная медаль «30 лет Советской Армии и Флота» (1948);
- Медаль «За боевые заслуги» (1950);
- Медаль «В память 250-летия Ленинграда» (1957);
- Юбилейная медаль «40 лет Вооруженных Сил СССР» (1957);
- Медаль «20 лет Победы в Великой Отечественной войне 1941—1945 гг.» (1965);
- Медаль «За безупречную службу в Вооруженных Силах СССР» I степени (1966);
- Юбилейная медаль «50 лет Вооруженных Сил СССР» (1967);
- Юбилейная медаль «За воинскую доблесть. В ознаменование 100-летия со дня рождения Владимира Ильича Ленина» (1970);
- Нагрудный знак «25 лет победы в Великой Отечественной войне» (1970);
- Медаль «30 лет Победы в Великой Отечественной войне 1941—1945 гг.» (1975);
- Юбилейная медаль «60 лет Вооруженных Сил СССР» (1978)

### Иностранные
- Крест заслуги — золото, ПНР (06.10.1973)
- Орден «За воинскую доблесть» IV класс — Золотой крест, ПНР (1978)
- медаль Монголии